# Far Cry 3: Blood Dragon
Far Cry 3: Blood Dragon es un videojuego de disparos en primera persona creado por Ubisoft Montreal y publicado por Ubisoft. Es una expansión del videojuego de 2012 Far Cry 3. El juego toma lugar en un mundo abierto, una isla retrofuturista repleta de maldad, en la que como jugadores, encarnaremos el papel del Cyborg con ojo biónico, el sargento Rex Power Colt. El juego fue lanzado oficialmente el 30 de abril de 2013 para PlayStation 3 vía PlayStation Network y el 1 de mayo de 2013 para Microsoft Windows y Xbox 360 mediante XBLA. Blood Dragon recibió en su mayoría buenas críticas por parte de los medios especializados.

## Jugabilidad
Far Cry 3: Blood Dragon toma lugar en un distópico 2007. Los jugadores controlarán al "Cyber Comando de tipo IV" llamado Sgto. Rex Power Colt (con voz de Michael Biehn). Ubisoft define al juego como "una visión del futuro al estilo VHS de los '80" donde el jugador "Consigue a la chica, mata a los tipos malos y salva el mundo". El villano del juego es el Coronel Sloan, quien comanda a las fuerzas Omega, un ejército de cyborgs.
Blood Dragon es una expansión unitaria de Far Cry 3, lo que significa que los jugadores no necesitan la copia original de éste para jugarlo. La jugabilidad, aunque similar a Far Cry 3, usando el mismo motor gráfico y la misma mecánica en general, se ha simplificado para proporcionar una experiencia más lineal al jugador. El "árbol de habilidades", en lugar de un camino elegido por tres "sendas de los animales",se sustituye por un sistema de nivelación simple que desbloquea automáticamente los beneficios. Por otro lado, la elaboración (crafting) se ha eliminado por completo.
El modo de juego es de mundo abierto (Sandbox), acción en primera persona y con los mismos vehículos de Far Cry 3. El jugador se encontrará con poderosos explosivos, armas de fuego asombrosamente modificadas y un cuchillo de grandes dimensiones, a fin de poder matar a su manera durante las misiones principales. Las misiones secundarias radican en liberar guarniciones, matar animales raros y salvar Nerds. El sigilo se recompensa al ganar Cyber-puntos adicionales ; El juego también incluye una gran cantidad de objetos coleccionables ocultos que, cuando son encontrados, desbloquean recompensas útiles para ayudar en el juego.

## Argumento
El juego está ambientado en un universo paralelo ambientado en 2007, en el que el mundo está sufriendo las secuelas de una guerra nuclear entre los Estados Unidos y Rusia. Rex, es un Super-soldado cibernético estadounidense. Él y otro ciber-soldado estadounidense de nombre Spider viajan hacia una isla sin nombre a investigar al Coronel Sloan, un soldado de élite que al parecer, se ha corrompido. Luego de que los protagonistas enfrenten a Sloan, éste revela su perfidia, mata a Spider y noquea a Rex.
Rex despierta junto a la asistente canadiense de Sloan, la doctora Darling, quien, decepcionada con los objetivos del malvado Coronel, decide traicionarlo. Rex se une con la Dra. Darling para arruinar el plan de Sloan de convertir al mundo en una especie de estado prehistórico con sus misiles, armados con sangre de los "Dragones Sangrientos" que vagan por la isla.
Luego de liberar las bases, salvar científicos y matar animales, Rex se enfrenta al Dr. Carlyle, el asistente de Sloan, quien ha usado la sangre de dragón para convertir a humanos en criaturas parecidas a zombis, llamadas "muertos corredores". Después de luchar contra los ciber-soldados y dragones sangrientos del Dr. Carlyle, éste es asesinado por su propia IA, la cual actúa por venganza al haber sido maltratada por el doctor.
Entonces, Rex viaja a una dimensión paralela, donde lucha contra hordas de "muertos corredores" del coronel Sloan. Al vencerlos, y "probar su fuerza", Rex obtiene la "Estela de la muerte", un cañón láser montado en su brazo, que le da el poder para vencer a Sloan, a costa de su propia vitalidad. Después de un largo entrenamiento, Rex y la Dra. Darling tienen sexo, pero a la mañana siguiente la Doctora es secuestrada. Inmediatamente, Rex comienza un ataque sobre la base de Sloan, con ayuda de la Estela de la muerte y posteriormente, de un Ciber-Dragón de Titanio plateado.
Finalmente Rex se enfrenta a Sloan, sin embargo, este último, al haber programado a Rex, impide que pueda atacarlo. No obstante, la Dra. Darling y los recuerdos de Spider rememoran a Colt sobre su humanidad a pesar de su naturaleza Cibernética; Con fuerzas renovadas, Rex empala a Sloan con la mano cibernética y acciona la Estela de la muerte, asesinándolo.
Inmediatamente después, la Dra. Darling aparece en escena, informando a Colt de que pudo detener los planes de Sloan con éxito, luego, proceden a destruir la base con un detonador. Ambos se abrazan mientras observan la explosión, a excepción de Darling, quien voltea su rostro para mirar a la cámara con una mirada siniestra.

## Desarrollo
El 6 de marzo de 2013, Se encontró en un sitio web brasileño de Rantings a Blood Dragon, además de arte conceptual de Xbox Live Arcade. Fue entonces cuando la idea de un nuevo título de Far Cry comenzó a tomar credibilidad, como diría Jeffrey Yohalem, escritor principal del juego: "Estoy trabajando en algo nuevo que creo, será sorprendente cuando lo anuncien, pero definitivamente, es algo Mamones como un golpe mientras el acero está caliente. Y ya veremos". Se encontraron más pruebas el 27 de marzo de 2013, cuando se descubrieron los logros de Xbox Live que iban a usarse en el juego. Que se hayan totalizado 400G para ellos sugirió que sería un título independiente en XBLA ya que éste es su número de serie. Y Ubisoft dio a conocer un vídeo teaser y un sitio web para Far Cry 3 el 1 de abril de 2013, lo que llevó a muchos a pensar que todo se trataba de una broma del Día de los inocentes. Finalmente, las sospechas de que el juego era real se confirmaron cuando el grupo de Electrónica Retro Power Glove, subió la banda sonora completa del juego al sitio web de Música SoundCloud y las capturas de pantalla del título se filtraron.
El arte de la cubierta digital del juego fue diseñado por James White quien, anteriormente, había diseñado el arte conceptual de la película Drive. De acuerdo con el director creativo, Dean Evans, el guion del juego fue escrito en gran medida con una BBC Micro.

## Lanzamiento
El juego se filtró el 7 de abril de 2013, debido a una vulnerabilidad en el servicio de distribución digital de Ubisoft, Uplay. Esto condujo que el servicio fuera cerrado hasta que fuera reparada la falla. El 8 de abril de 2013, el juego se agregó a la lista del Bazar de Xbox Live, para lanzarse el 1 de mayo. Algunos días después, Ubisoft confirmó de manera oficial el lanzamiento del juego con un nuevo Tráiler, ratificando que el juego sería lanzado en Xbox Live Arcade, Playstation Network y Microsoft Windows el primero de mayo. El tráiler se animó al estilo de los 80's, con muchos clichés, un doblaje de voz pobre y lleno de imperfecciones para que luciera exactamente como una cinta de VHS. Este fue el tráiler que reveló que Michael Biehn interpretaría al Sargento Rex Colt, el héroe del juego. El 16 de abril de 2013 se lanzó un vídeo en imagen real titulado Blood Dragon: The Cyber War . Este vídeo fue producido por Corridor Digital y mostraba al público el "Apocalipsis de Apocalipsis", protagonizado por Cyborgs que amenazaban la tierra .

## Banda Sonora
La Banda sonora del juego estuvo a cargo de Power Glove, un dúo de Electrónica australiano. En la web de distribución de audio en línea SoundCloud, se colgaron cuatro pistas disponibles para Streaming hasta el lanzamiento digital de la banda sonora, el 1 de mayo de 2013. Al principio del juego suena "Long Tall Sally" de Little Richard; Antes de la secuencia de la pelea final se escucha "Hold on to the Vision" de Kevin Chalfant, durante el último nivel del juego se puede escuchar un breve fragmento de la canción "War" de Vince DiCola (compuesta originalmente para la película Rocky IV) y al principio de los créditos, "Friends", de Dragon Sound (que originalmente aparecía en la película Miami Connection.

## Banda sonora original de Far Cry 3: Blood Dragon
| Far Cry 3: Blood Dragon (Original Game Soundtrack) |                                |          |  |
| N.º                                                | Título                         | Duración |  |
| 1.                                                 | «Rex Colt»                     | 1:47     |  |
| 2.                                                 | «Blood Dragon Theme»           | 3:04     |  |
| 3.                                                 | «Helo-73»                      | 1:16     |  |
| 4.                                                 | «Warzone»                      | 2:36     |  |
| 5.                                                 | «Moment of Calm»               | 3:33     |  |
| 6.                                                 | «Dr Elizabeth Darling»         | 2:49     |  |
| 7.                                                 | «Power Core»                   | 2:06     |  |
| 8.                                                 | «Protektor»                    | 1:03     |  |
| 9.                                                 | «Sloan»                        | 3:19     |  |
| 10.                                                | «Sloan's Assault»              | 3:30     |  |
| 11.                                                | «Blood Scope»                  | 0:59     |  |
| 12.                                                | «Combat I»                     | 1:23     |  |
| 13.                                                | «Combat II»                    | 1:29     |  |
| 14.                                                | «Combat III»                   | 1:40     |  |
| 15.                                                | «Katana»                       | 2:25     |  |
| 16.                                                | «Omega Force»                  | 3:43     |  |
| 17.                                                | «Nest»                         | 3:14     |  |
| 18.                                                | «Rex's Escape»                 | 1:58     |  |
| 19.                                                | «Love Theme»                   | 3:19     |  |
| 20.                                                | «Sleeping Dragon»              | 2:59     |  |
| 21.                                                | «Warcry»                       | 2:23     |  |
| 22.                                                | «Cyber Commando»               | 2:11     |  |
| 23.                                                | «Death of a Cyborg»            | 2:19     |  |
| 24.                                                | «Resurrection»                 | 3:37     |  |
| 25.                                                | «Blood Dragon Theme (Reprise)» | 2:51     |  |

## Recepción
Far Cry 3: Blood Dragon obtuvo una buena acogida dentro de la crítica especializada, además el propio Michael Biehn insinuó acerca de una posible secuela.
Durante la Gamescom 2013, se supo que el juego había vendido más de 1 millón de copias, e Yves Guillemot, CEO de Ubisoft, anunció que en algún momento se podrán disponer copias físicas de Blood Dragon.